# Marvin
Marvin, fullständigt namn Marvin den paranoida androiden (engelskt originalnamn: Marvin the Paranoid Android), är en litterär figur i Douglas Adams romaner om Liftarens guide till galaxen. Han är en personlighetsprototyprobot med GPP (Genuine People Personalities, "genuina folkpersonligheter"). Han är också deprimerad och ger kommentarer till allt och alla, både på gott och ont.
I böckerna påstås Marvin lida av manodepressivitet, men inga tecken på maniska episoder förekommer. Ej heller uttrycker Marvin några tecken på paranoia, trots att han kallas The Paranoid Android. Snarare verkar Marvin lida av kronisk depression med tydliga drag av cynism. 
Marvins exakta ålder är i stort sett omöjlig att räkna ut, då man inte vet exakt när han konstruerades, men enligt slutet av seriens fjärde bok, så är han på ett ungefär 37 gånger så gammal som universum självt. Detta tack vare ett okänt antal tidsresor.
I den filmatiserade versionen av Liftarens guide till galaxen, från 2005, är det skådespelaren Alan Rickman som gör Marvins röst.